# Drangedal Station
Drangedal Station (Drangedal stasjon) er en jernbanestation på Sørlandsbanen, der ligger i byområdet Prestestranda i Drangedal kommune i Norge. Stationen består af nogle få spor, to perroner og en stationsbygning opført i gult træ efter tegninger af Gudmund Hoel og Bjarne Friis Baastad. Stationsbygningen rummer en ventesal og et kommunalt informationskontor. De to arkitekter har desuden tegnet pakhuset, der fik tilføjet et relærum i 1968.
Stationen åbnede 2. december 1927, da banen blev forlænget fra Lunde til Neslandsvatn.